# Petr Šabata
Petr Šabata (* 21. října 1957) je český právník, soudce a bývalý lední hokejista, který nastupoval v obraně.

## Profesní kariéra
Vystudoval Právnickou fakultu Univerzity Jana Evangelisty Purkyně v Brně (dnešní Masarykova univerzita). Soudcem je od roku 1983 a od téhož roku byl předsedou senátu Okresního soudu Brno-venkov. Od roku 1993 byl předsedou senátu Krajského soudu v Brně. Od roku 2007 je soudcem Nejvyššího soudu České republiky, členem jeho trestního kolegia.

## Hokejová kariéra
V československé lize nastoupil v devíti utkáních za TJ VSŽ Košice a TJ Zetor Brno. Byl také v kádru jihlavské Dukly. V nižších soutěžích hrál za TJ ZVL Skalica a Univerzitu Brno.

## Klubové statistiky
| Sezona    | Klub              | Soutěž  | Základní část | Základní část | Základní část | Základní část | Základní část |
| Sezona    | Klub              | Soutěž  | Z             | G             | A             | B             | TM            |
| --------- | ----------------- | ------- | ------------- | ------------- | ------------- | ------------- | ------------- |
| 1977/1978 | ASD Dukla Jihlava | 1. liga | –             | –             | –             | –             | –             |
| 1977/1978 | TJ VSŽ Košice     | 1. liga | 3             | –             | –             | –             | –             |
| 1978/1979 | TJ Zetor Brno     | 1. liga | 6             | 0             | 0             | 0             | 0             |
| 1979/1980 | TJ ZVL Skalica    | 2. liga | –             | –             | –             | –             | –             |